# Francesco Baccari

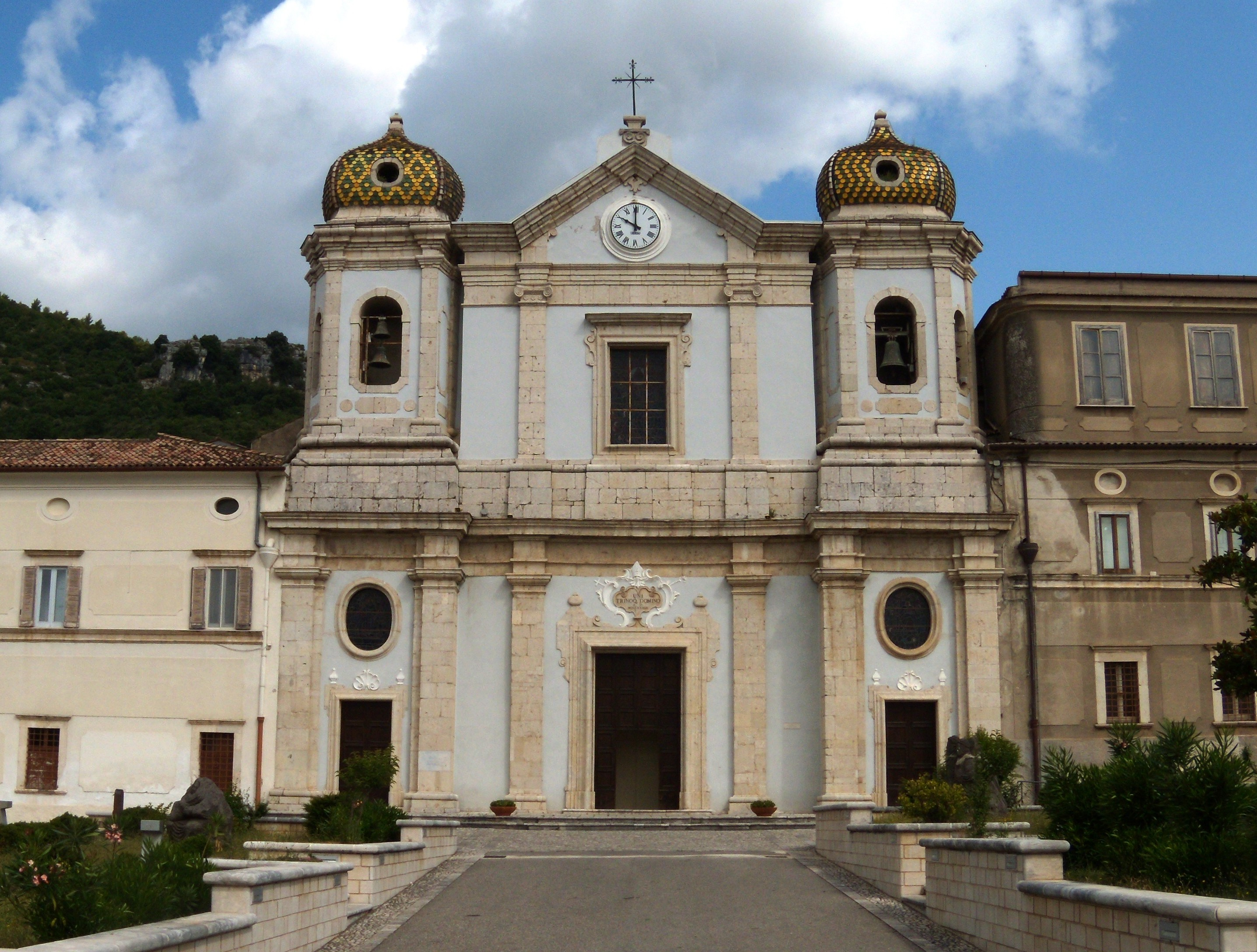
La cattedrale di Cerreto Sannita, portata a termine da mons. Baccari nonostante le difficoltà economiche ed alcuni imprevisti.

Francesco Baccari (Capracotta, 8 ottobre 1679 – Cerreto Sannita, 13 maggio 1736) è stato un vescovo cattolico italiano.

## Biografia
Nacque nel 1679 a Capracotta, nel Contado del Molise.
Suo fratello Nunzio Baccari fu dal 1716 al 1737 vescovo della diocesi di Boiano e, sotto il pontificato di papa Benedetto XIII, fu vice-gerente di Roma.
All'età di quarant'anni, l'8 ottobre 1719, fu ordinato sacerdote.
Il 14 gennaio 1722 fu designato alla diocesi di Telese o Cerreto e venne consacrato vescovo pochi giorni dopo, il 18 gennaio, da papa Innocenzo XIII.
Durante i quattordici anni del suo governo della diocesi fu portata finalmente a compimento, non senza diversi sacrifici, la costruzione della nuova cattedrale di Cerreto Sannita, avviata da mons. Giovanni Battista de Bellis e continuata da mons. Biagio Gambaro.
Nel 1722 ricevette da papa Benedetto XIII trecento ducati per costruire le due navate rimanenti della cattedrale, cosa che avvenne nel 1727 anche grazie ad alcuni lasciti fra cui quello del canonico Bernardino Mazzarelli. Restavano da realizzare il transetto, il presbiterio e la sacrestia. Ma il 29 settembre 1727, a causa di un difetto dei pilastri, crollarono la navata destra e la navata centrale da poco terminate. Mons. Baccari, senza più soldi per ricostruire le due navate crollate, pensò di trasferire la sede della cattedrale nella collegiata di San Martino e di trasformare in collegiata la navata sinistra della cattedrale rimasta in piedi. Dopo un periodo di iniziale rassegnazione il vescovo riacquistò la perseveranza che lo aveva contraddistinto negli anni precedenti e nel 1729, approfittando di una visita del papa a Benevento, gli espose la vicenda chiedendogli un aiuto economico per avviare la ricostruzione. Il papa acconsentì alla richiesta e dal 1730 cominciarono i lavori di ricostruzione delle navate crollate e di completamento della parte restante dell'architettura.
In una relazione del 16 giugno 1724 annotò che le anime (gli abitanti) della diocesi erano 24.500.
Nel marzo del 1725 inviò delle "lettere patentali" nelle quali portava a conoscenza l'apertura del seminario diocesano di Cerreto Sannita, capace di ospitare trenta studenti e dotato di tre maestri. Un sacerdote insegnava la grammatica e il canto gregoriano, un maestro insegnava la sacra scrittura ed un altro maestro le istituzioni di diritto canonico e le altre discipline. Nonostante ciò il seminario fu di nuovo chiuso a causa del bisogno di investire tutte le rendite nel cantiere della cattedrale di Cerreto Sannita dove erano crollate improvvisamente due delle tre navate appena costruite.
Nel 1729 ottenne dal pontefice la conferma della traslazione della sede vescovile da Telese a Cerreto Sannita, decretata nel 1612.
Morì nel maggio del 1736. Nel suo testamento, redatto dal notaio Nicola Mastrobuoni di Cerreto, lasciò a beneficio dell'abbellimento dell'appena terminata cattedrale alcuni legati e donò i beni paterni al fratello Nunzio o, in caso di rifiuto, al nipote Filippo. Dispose di essere sepolto nella chiesa di Sant'Antonio in attesa che fosse completata la sepoltura dei vescovi nella cattedrale.
Il suo desiderio fu realizzato dal vescovo Antonio Falangola il 3 novembre 1740 che dispose la traslazione dei resti dei vescovi Baccari e De Bellis nella nuova cattedrale.

## Genealogia episcopale
La genealogia episcopale è:
- Cardinale Scipione Rebiba
- Cardinale Giulio Antonio Santori
- Cardinale Girolamo Bernerio, O.P.
- Arcivescovo Galeazzo Sanvitale
- Cardinale Ludovico Ludovisi
- Cardinale Luigi Caetani
- Cardinale Ulderico Carpegna
- Cardinale Paluzzo Paluzzi Altieri degli Albertoni
- Cardinale Gaspare Carpegna
- Cardinale Fabrizio Paolucci
- Arcivescovo José Gasch, O.M.
- Cardinale Francesco del Giudice
- Vescovo Francesco Baccari